# Maigret und Monsieur Charles
Maigret und Monsieur Charles (französisch: Maigret et Monsieur Charles) ist ein Kriminalroman des belgischen Schriftstellers Georges Simenon. Er ist der letzte Roman einer Reihe von insgesamt 75 Romanen und 28 Erzählungen um den Kriminalkommissar Maigret und blieb auch der letzte Roman des Autors. Simenon schrieb das Manuskript vom 5. bis 11. Februar 1972 in Epalinges. Die Buchausgabe erschien im Juli desselben Jahres beim Verlag Presses de la Cité, nachdem der Roman vom 10. bis 28./29. Juli in 18 Teilen in der Tageszeitung Le Figaro vorabveröffentlicht worden war. Die erste deutsche Übersetzung von Hansjürgen Wille und Barbara Klau publizierte 1975 Kiepenheuer & Witsch im Sammelband mit Maigret und der Spitzel sowie Maigret und der Einsame. 1990 veröffentlichte der Diogenes Verlag eine Neuübersetzung von Renate Heimbucher.
Gérard Sabin-Levesque, ein bekannter Pariser Notar, ist bereits seit einem Monat vermisst, als seine Frau Kommissar Maigret um Hilfe bittet. Es ist nicht ungewöhnlich, dass der Notar von Zeit zu Zeit für einige Tage verschwindet. Der Grund sind stets außereheliche Affären, die jedoch niemals so lange andauern wie dieses Mal. Maigret ermittelt im Pariser Rotlichtviertel, und erfährt, dass der Notar ein Doppelleben führt. Dort nennt er sich „Monsieur Charles“.

## Inhalt

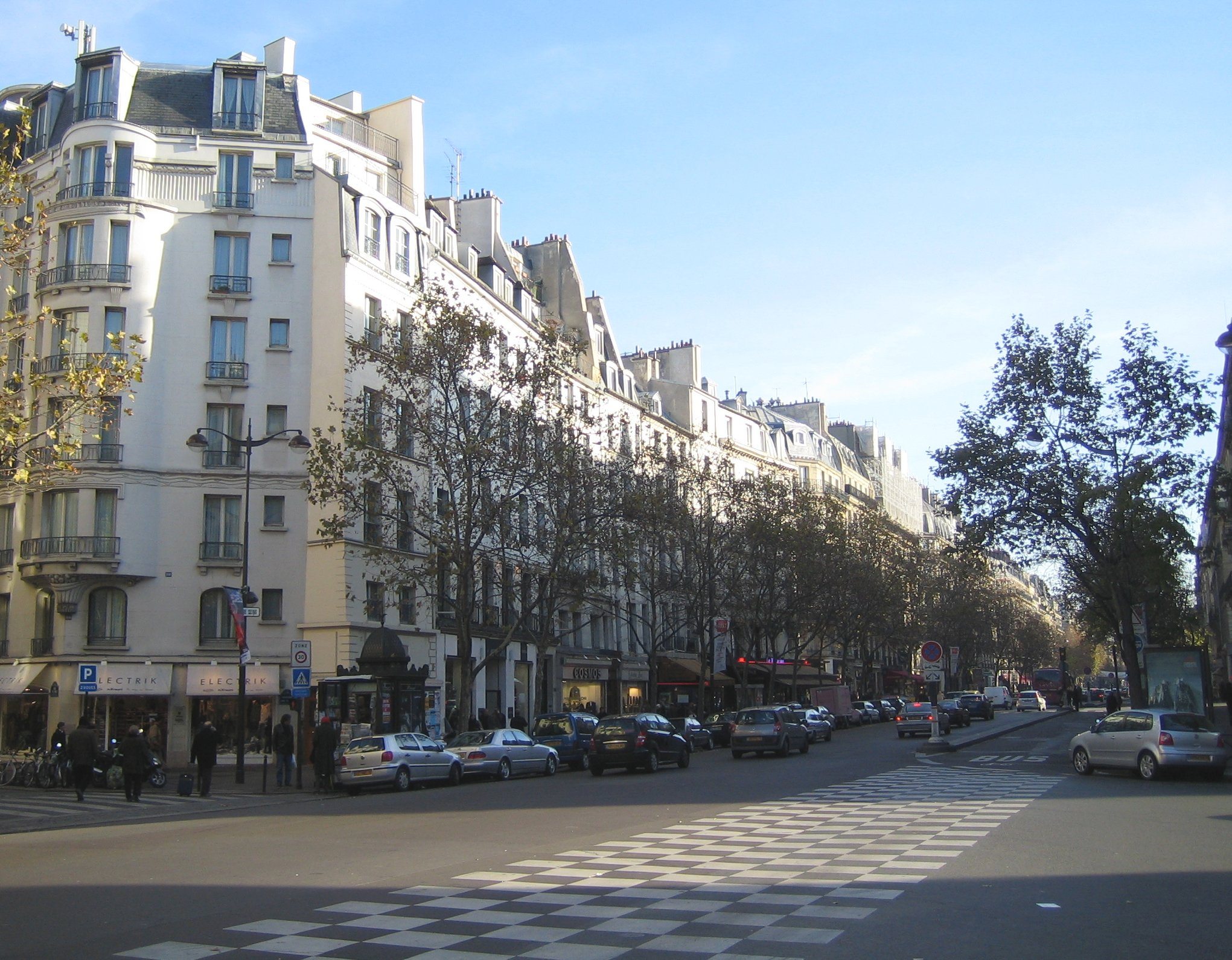
Boulevard Saint-Germain in Paris

Es ist der 21. März in Paris. Kommissar Maigret blickt auf 40 Jahre im Polizeidienst zurück und steht drei Jahre vor seiner Pensionierung, als ihm der Polizeipräsident die Position des Leiters der Kriminalpolizei anbietet. Ohne lang zu überlegen, lehnt Maigret die Beförderung ab. Statt seine letzten drei Jahre mit Papierarbeit zu verbringen, will der Kommissar weiterhin die Kriminalbrigade anführen und sich selbst in die Ermittlungen einmischen. Der nächste Fall wartet bereits in seinem Büro.
Gérard Sabin-Levesque, einer der renommiertesten und vermögendsten Pariser Notare, wird seit über einem Monat vermisst. Es ist nicht ungewöhnlich, dass der lebenslustige 48-Jährige hin und wieder für einige Tage unauffindbar bleibt. Der Grund seiner Eskapaden sind stets Affären mit anderen Frauen. Doch nach der ungewöhnlich langen Zeit befürchtet seine Frau Nathalie, er könne einem Verbrechen zum Opfer gefallen sein. Sie macht auf den Kommissar einen psychisch leicht gestörten Eindruck, später erfährt er, dass sie starke Alkoholikerin ist. Das Ehepaar hat sich schon seit langem auseinandergelebt und geht getrennter Wege, wobei man sich in der großen Wohnung am Boulevard Saint-Germain nicht einmal zu den Mahlzeiten begegnet. Das Notariat wird seit dem Verschwinden Sabin-Levesques vom Kanzleileiter Jean Lecureur geführt. Er hat ein ebenso gespanntes Verhältnis zu Nathalie wie die Hausangestellten mit Ausnahme ihrer Zofe.
Maigret ermittelt im Pariser Rotlichtmilieu und deckt Sabin-Levesques Doppelleben auf, der in den Nachtlokalen als „Monsieur Charles“ wohlbekannt war und unter den Animierdamen seine amourösen Abenteuer suchte. Noch am 18. Februar, dem Tag seines Verschwindens, wurde „Monsieur Charles“ in der Bar Le Cric-Crac gesehen, wo ihn das Animiermädchen Zoé an ihre Freundin Dorine weitervermittelte, bei der er allerdings nie ankam. Maigret findet heraus, dass auch Nathalie nicht wie behauptet, ihren Mann als Sekretärin kennenlernte, sondern selbst unter dem Pseudonym „Trika“ in einer Nachtbar arbeitete. Die Liebe des Notars zu ihr erkaltete jedoch schon bald nach der Eheschließung und er ging wiederum als „Monsieur Charles“ auf Tour. „Trika“ alias Nathalie hatte zwar den angestrebten sozialen Aufstieg verwirklicht, doch in einer ihr feindlich gesinnten Umgebung verfiel sie mehr und mehr dem Alkohol.
Nacheinander werden Sabin-Levesques Leiche, die bereits seit einem Monat in der Seine trieb, und das Automobil, in dem die Leiche transportiert wurde, aufgefunden. Die telefonische Überwachung verrät, dass Nathalie Anrufe von einem Unbekannten erhält, und eines Nachmittags kann sie sich unbeobachtet aus dem Haus stehlen. Nach ihrer Rückkehr erleidet sie einen schweren Anfall und verübt einen Selbstmordversuch, der durch das Eingreifen ihrer Zofe ohne Konsequenzen bleibt. Als am nächsten Tag die Leiche des Gigolos Joe Fazio aufgefunden wird, der mit einer kleinkalibrigen Pistole aus nächster Nähe erschossen wurde, ahnt Maigret sofort den Zusammenhang mit dem Fall des Notars. Nathalie gesteht, dass es sich um ihren Liebhaber handelt, den sie bereits seit Jahren aushielt, wohl wissend, dass der junge Mann nur an ihrem Geld interessiert war. Den Plan, ihren Mann umzubringen, hätten beide gemeinsam gefasst. Fazio besorgte die Ausführung und lauerte dem Notar vor dem Le Cric-Crac auf. Doch als der Gigolo anschließend sein wahres Gesicht zeigte, indem er Nathalie erpresste, traf sie ihren Geliebten ein letztes Mal, um ihn umzubringen.

## Hintergrund

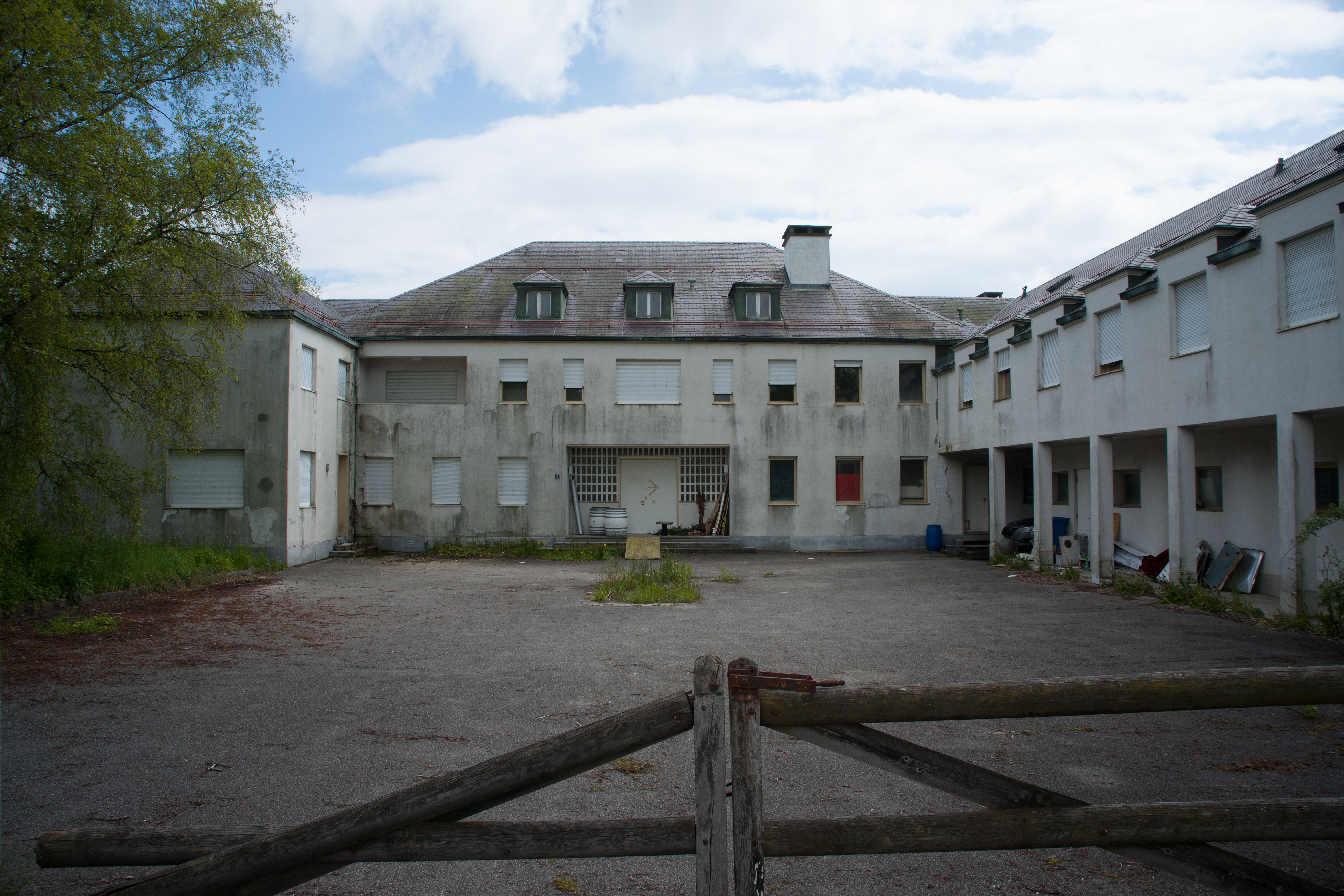
Das verlassene Maison de Simenon in Epalinges (2013; abgerissen 2016/2017)

Als Simenon im Februar 1972 Maigret und Monsieur Charles schrieb, wusste er noch nicht, dass es sein letzter Roman bleiben sollte. Bis zum nächsten geplanten Werk – wie bei Simenon üblich sollte auf einen Maigret-Roman wieder ein anspruchsvoller Roman außerhalb der Serie folgen – ließ er über ein halbes Jahr verstreichen. Er hatte hochgesteckte Pläne, in das Buch seine ganze Lebenserfahrung einfließen zu lassen. Nach langer Vorbereitungszeit begann er am 18. September mit der Umsetzung, doch der gewohnte Schreibprozess stellte sich nicht ein. Zwei Tage später beschloss er, das Schreiben aufzugeben und ließ in seinem Reisepass „sans profession“ (ohne Beruf) eintragen.
Simenon verfasste später noch einige autobiografische Werke, doch zur Aufgabe der fiktionalen Literatur schrieb er in seinen Memoiren: „Ich brauchte mich nicht mehr in die Haut eines jeden zu versetzen, dem ich begegnete […] Ich jubelte, ich war endlich frei.“ Beim Gedanken an seine Erfolgsfigur Maigret beschlich ihn allerdings auch Wehmut, wie er im September 1973 bekannte: „Ich werde andauernd von Gewissensbissen geplagt, ihn nach Maigret und Monsieur Charles völlig fallengelassen zu haben! Es ist fast so, als habe man einen Freund verlassen, ohne ihm die Hand zu drücken…“

## Interpretation
Obwohl Simenon nach eigenen Angaben beim Schreiben von Maigret und Monsieur Charles noch nicht an ein Ende der Maigret-Reihe dachte, sprechen für Murielle Wenger einige Passagen dafür, dass Simenon sich unbewusst von seiner Romanfigur verabschieden wollte. So liest sich der Beginn mit Maigrets Ablehnung seiner Beförderung für sie beinahe wie ein Epilog, wozu etwa Passagen beitragen wie: „Gerade eben hatte er über seine restliche Karriere entschieden. Er bereute nichts, aber ein wenig wehmütig war er schon.“ Oder: „Innerhalb weniger Minuten hatte er über seine berufliche Zukunft entschieden, die gar nicht mehr so lang war, denn in drei Jahren würde man ihn in den Ruhestand versetzen.“ Eine andere Stelle, in der Maigret begründet, warum er sich in seinen Fällen stets so engagiere, sieht Josef Quack als eine Art geistiges Testament des Kommissars: „Weil es jedes Mal eine menschliche Erfahrung ist, die ich dabei mache.“
Für Lucille F. Becker rundet mit dem Thema Alkoholismus ein zentrales Thema aus Simenons Œuvre die Maigret-Serie ab, das bereits im ersten Roman Maigret und Pietr der Lette eine wichtige Rolle spielte. Dabei zeichnet Simenon laut Oliver Hahn „ein drastisches Bild des Alkoholismus, in dem nicht nur die Protagonisten […] zwischen Mitleid und Abscheu wandeln, sondern auch der Leser.“ Tilman Spreckelsen sieht in der Alkoholikerin Nathalie „[w]ie sie durch den Roman schwankt, wie sie zwischen ungehemmter Aggression und selbsthasserischer Resignation pendelt“ eine „unvergessliche Figur“. Murielle Wenger erinnert sie an Aline Calas aus Maigret und die kopflose Leiche. Zudem betont sie die stilistische Eigenart des letzten Maigret-Romans, der kaum Beschreibungen enthält und fast ausschließlich über Dialoge erzählt wird.

## Rezeption
Maigret et Monsieur Charles erhielt in der zeitgenössischen französischen Presse kein gutes Echo. Jacques de Ricaumpnt urteilte in Nouvelles Littéraires: „Dies ist wirklich ein drittklassiger Maigret!“ Er führte aus: „Man kann sich des Eindrucks nicht erwehren, daß der Verfasser außer Atem gekommen ist und sein Held langsam verblaßt“. Und Noëlle Loriot fragte in L’Express, wie man einen „Kriminalthriller, der so beunruhigend schlecht ist,“ von einem Neuling beurteilt hätte: „Wäre er wegen Mittelmäßigkeit, Mangel an belebender Handlung und Stilschwäche abgelehnt worden? Vermutlich.“
Auch für Oliver Hahn auf maigret.de zählt der Roman zu den Schwächeren der Serie. Ihn beschlich „beim letzten Lesen das Gefühl, dass Maigret nicht so richtig Lust hatte, und diese Unlust muss wohl irgendwie auch an Simenon liegen.“ Peter Luedi vermeinte ebenfalls zu spüren, dass „Simenon mit seiner Figur Maigret abgeschlossen hatte.“ Der Roman kam ihm „zu perfekt, zu glatt daher“, blieb aber dennoch „ein guter Roman“: „Simenon trumpft hier nochmals mit all den bekannten, liebgewonnenen Details auf.“
Voll des Lobes zeigte sich jedenfalls Tilman Spreckelsen bei der letzten Etappe seines Maigret-Marathons: „[W]ie sich dann erst die Leiche, dann der Mörder, dann das Motiv findet, ist schon große Klasse.“ Auch die Figur „der ewig besoffenen jungen Witwe“ mache Simenon so leicht kein anderer Autor nach: „Wer so abtritt – Chapeau!“ Ebenso beschreibt Detlef Richter: „Ein würdiges Ende für den größten Kommissar der Literaturgeschichte. Gewohnt atmosphärisch und spannend, ein wahrer Genuss.“
Die Romanvorlage wurde zweimal im Rahmen von Fernsehserien um den Kommissar Maigret verfilmt. Die Titelrolle spielten Jean Richard in Les Enquêtes du commissaire Maigret (1977) und Kinya Aikawa (1978).

## Ausgaben
- Georges Simenon: Maigret et Monsieur Charles. Presses de la Cité, Paris 1972 (Erstausgabe).
- Georges Simenon: Maigret und der Spitzel. Maigret und der Einsame. Maigret und Monsieur Charles. Übersetzung von Hansjürgen Wille, Barbara Klau. Kiepenheuer & Witsch, Köln 1975, ISBN 3-462-01039-5.
- Georges Simenon: Maigret und Monsieur Charles. Übersetzung von Hansjürgen Wille, Barbara Klau. Heyne, München 1977, ISBN 3-453-12042-6.
- Georges Simenon: Maigret und Monsieur Charles. Übersetzung von Renate Heimbucher-Bengs. Diogenes, Zürich 1990, ISBN 3-257-21802-8.
- Georges Simenon: Maigret und Monsieur Charles. (= Sämtliche Maigret-Romane in 75 Bänden. Band 75).  Übersetzung von Renate Heimbucher. Diogenes, Zürich 2009, ISBN 978-3-257-23875-4.